# Ciuciubabka

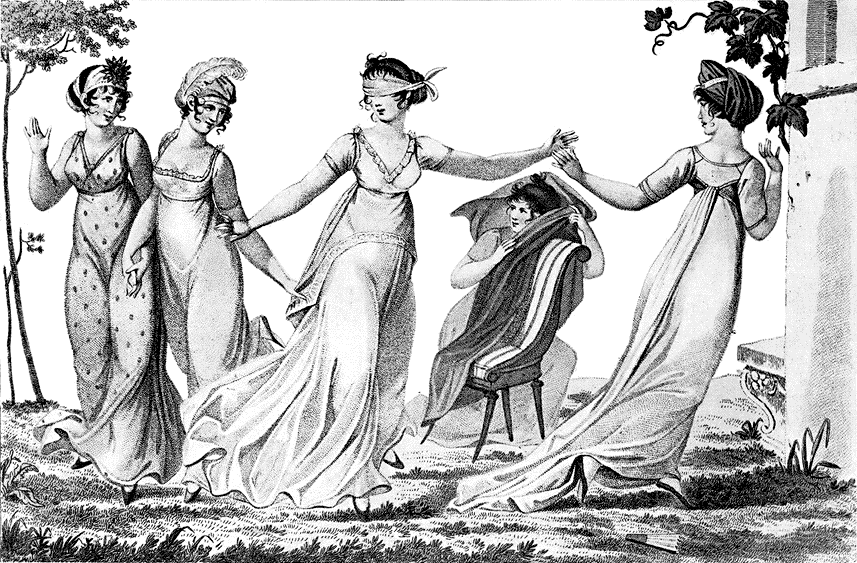
Kobiety bawiące się w ciuciubabkę, rysunek z 1803

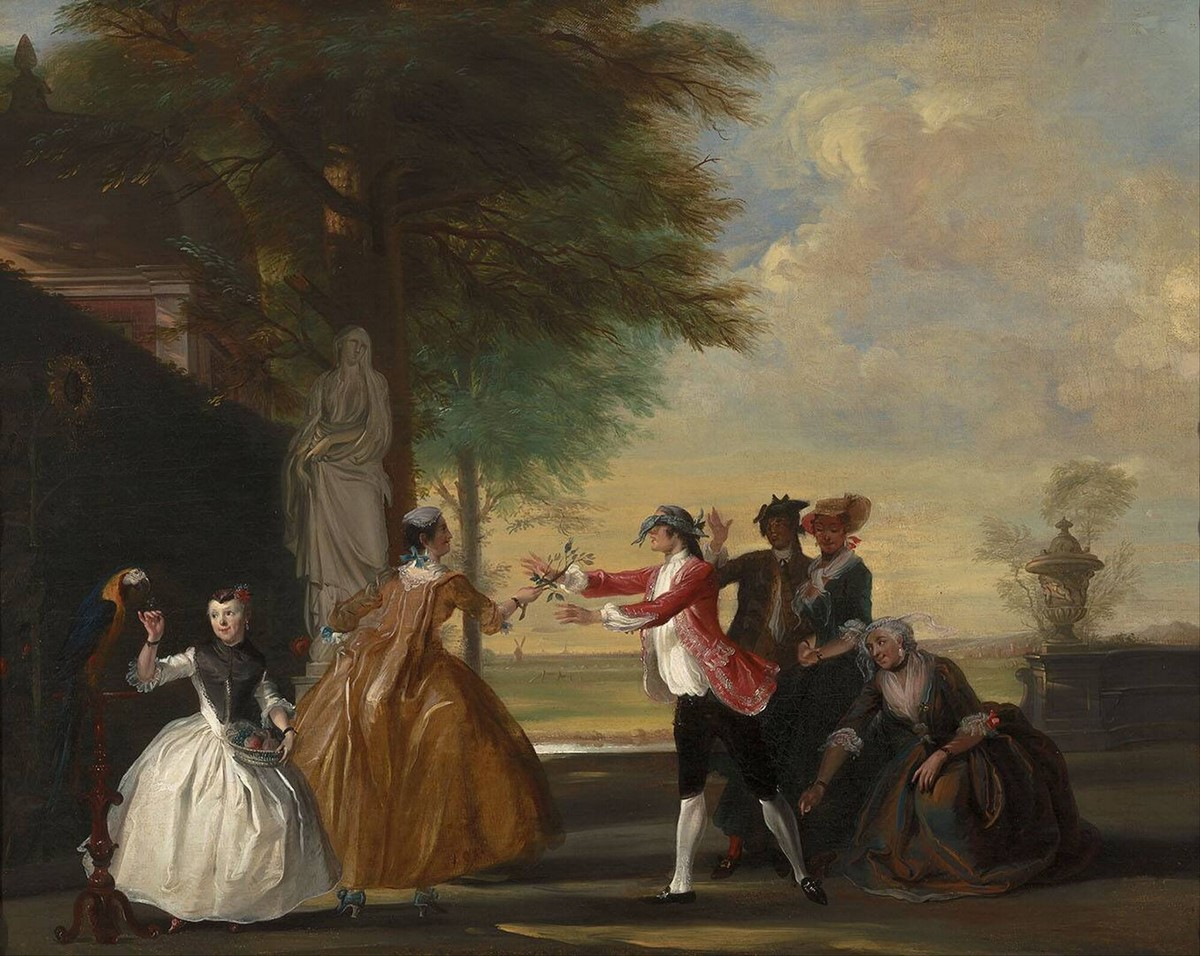
Cornelis Troost – zabawa w ciuciubabkę – XVIII wiek

Ciuciubabka – zabawa dziecięca.

## Zasady
Jedna osoba zostaje ciuciubabką, której zasłania się oczy. Pozostali otaczają ciuciubabkę, która na hasło „łap nas!” dąży do złapania jednego z uczestników gry nie odsłaniając swoich oczu, starając się kierować tylko dochodzącymi głosami.

## Nazwa
Ciuciubabka to także tytuł piosenki wykonywanej przez Czesława Niemena, której słowa zachęcają do udziału w popularnej zabawie.
Sytuacja bohatera zabawy polegająca na poruszaniu się po omacku znalazła odbicie w użyciu nazwy tej zabawy dla określenia „działania bez należytego rozpoznania”, np. „polityczna ciuciubabka”.